# Публий Сервилий Глобул
Публий Сервилий Глобул (на латински: Publius Servilius Globulus) е политик на Римската република през втората половина на 1 век пр.н.е. Произлиза от фамилията Сервилии, клон Глобул.
През 67 пр.н.е. той е народен трибун. Има конфликти с колегата си Гай Корнелий. След това е проконсул на провинция Азия от 65 до 64 пр.н.е.